# Liste des commanderies templières en Andalousie
Cette liste recense les anciennes commanderies et maisons de l'ordre du Temple dans l'actuelle communauté autonome d'Andalousie.

## Histoire et faits marquants
La reconquista de l'ouest de l'Andalousie a été entreprise par Ferdinand III de Castille avec l'aide des ordres militaires dont les Templiers. Elle est couronnée de succès par la prise de Cordoue en 1236 et de Séville en 1248. 
À la suite du procès de l'ordre du Temple, Alphonse XI de Castille décide de donner les propriétés de l'ordre en Andalousie au monastère de Las Huelgas Reales de Valladolid (es).

## Commanderies
| Commanderie | Ville actuelle (ou à proximité) | Observations                                           |
| ----------- | ------------------------------- | ------------------------------------------------------ |
| Cordoue     | Cordoue                         | , 1310: domibus dicti ordinis de Sevilla et de Corduba |
| Séville     | Séville                         | ,                                                      |

| Localisation en Andalousie (Liens vers les articles correspondants)                           |
| --------------------------------------------------------------------------------------------- |
| \| Castille-La Manche Estrémadure Cordoue Séville Jerez de los · Caballeros Castro del Río \| |
| Castille-La Manche Estrémadure Cordoue Séville Jerez de los · Caballeros Castro del Río       |

## Autres biens
- Castro del Río[N 1]
- Facialcáçar[N 2]

### Possessions douteuses ou à vérifier
- Tour de la Calahorra à Cordoue
- Le château d'Aracena[N 3]
- Aroche
- Cortegana
- Cumbres Mayores
- Santa María de Trassierra (es)
- La Rábida, Saltés, Villalba del Alcor, Lepe[8]

#### Province de Jaén
D'après l'enquête menée par l'évêque de Jaén à la suite du procès, les templiers ne possédaient rien dans cet évêché. 
- Château de La Iruela (es)[10]